# Langschnabel-Rohrsänger
Der Langschnabel-Rohrsänger (Acrocephalus caffer) ist ein Singvogel aus der Gattung der Rohrsänger (Acrocephalus) und der Familie der Rohrsängerartigen (Acrocephalidae).
Der Vogel ist auf Tahiti endemisch.
Der Lebensraum umfasst Galeriewald, bewaldete Hügellandschaften, Dickicht aus der Bambusart Schizostachyum glaucifolium, aus Lindenblättrigem Eibisch oder Bambusplantagen meist bis 600 m Höhe.
Der Ursprung des Artepithetons ist unklar, es soll von lateinisch caffer ‚Bewohner Südafrikas‘ kommen.
Früher wurde die Art manchmal als konspezifisch mit dem Tuamoturohrsänger (Acrocephalus atyphus) und dem Südmarquesas-Rohrsänger (Acrocephalus mendanae) angesehen, auch umfasste die Bezeichnung den Forsterrohrsänger (Acrocephalus musae) und den Moorearohrsänger (Acrocephalus longirostris) mit, wurden aber aufgrund genetischer Untersuchungen in verschiedene Arten aufgeteilt.

## Merkmale
Die Art ist 17–20 cm groß, ein großer, schlanker Rohrsänger mit sehr langem Schnabel, kurzen runden Flügeln und langem Schwanz, einem nachtkerzengelben Überaugenstreif, einem diskreten dunklen Augenstreif. Scheitel und Oberseite sind gesprenkelt olivbraun, die Handschwingen sind dunkelbraun, die Steuerfedern gleichfalls mit gelblich-weißen Spitzen.
Kehle und Unterseite sind nachtkerzengelb, die Iris dunkel, der Oberschnabel hornfarben bis braun, der Unterschnabel rosa, die Beine schiefergrau grünlich. Die Geschlechter unterscheiden sich nicht außer in der Größe. Jungvögel sind dunkler mit matt brauner Iris, der Überaugenstreif ist verwaschen schwefelgelb.
Die Art ist monotypisch.

## Stimme
Der Ruf des Männchens wird als lange, langsame, abwechslungsreiche Folge klingender Phrasen und Knurrlaute mit eingestreuten lauteren Pfiffen beschrieben und erinnert etwas an eine Singdrossel (Turdus philomelos).

## Lebensweise
Die Nahrung besteht aus Insekten, kleinen Eidechsen, Fischen, Weichtieren und Schnecken, aber auch Pflanzensamen, Früchte und Nektar, die allein, meist in den Baumkronen auf dem Blattwerk, seltener in der Luft oder am Boden gefangen werden.
Die Brutzeit liegt vermutlich zwischen August und Dezember sowie zwischen Februar und Juni. Das Nest wird meist bis zu 15 m Höhe zwischen Pflanzenstängel gehängt.

## Gefährdungssituation und Bestand
Die Art wird der Roten Liste der IUCN als gefährdet (Vulnerable) eingestuft. Dies wird mit der geringen Größe des etwa 456 km² umfassenden Verbreitungsgebietes und den kleinen Bestandszahlen von 250 bis 1000 adulten Individuen begründet. Als mögliche Bedrohungen werden Habitatverlust und Störung durch den Bau neuer Straßen im Inneren Tahitis, verbunden mit Abholzung von Bambusflächen und einem erhöhten Verkehrsaufkommen, genannt. Außerdem wird die Art durch zahlreiche Neobiota gefährdet. Als Neozoen sind insbesondere die Hauskatze (Fleis catus), Ratten (Rattus spp.), der Hirtenmaina (Acridotheres tristis), der Rotsteißbülbül (Pycnonotus cafer) und die Kleine Feuerameise (Wasmannia auropunctata) zu nennen, die für den Langschnabel-Rohrsänger Fressfeinde oder Nahrungs- bzw. Brutplatzkonkurrenten darstellen. Zu den Neophyten gehört Miconia calvescens, die als invasive Pflanze das gesamte Ökosystem Tahitis aus dem Gleichgewicht bringt und somit auch dem Langschnabel-Rohrsänger schaden kann. Auch eukaryotische Einzeller wie der Krankheitserreger Plasmodium relictum, der Vogelmalaria auslösen kann, stellen eine Gefahr dar.